# Achille Talon et la Main du serpent
Achille Talon et la Main du serpent est le 23e album de la série de bande dessinée Achille Talon. L'album est scénarisé et dessiné par Michel Greg et paraît en 1979.

## Résumé de l'album
Dans cet album, Achille Talon héros fait une découverte surprenante... Alors qu'il se promène avec Lefuneste, les deux hommes tombent sur une « main en pierre » provenant probablement d'une vielle statue. Très vite, ils font l'expérience des propriétés étonnantes de la statue : lévitation, action à distance sur les machines et les animaux. Ils sont prévenus par Vincent Poursan de la malédiction attachée à cette main qui n'est autre que reste de la statue du Démon-serpent trouvée en 1921 en Indes orientales. Pris de peur, Lefuneste tente de se débarrasser de cette main, sans y parvenir. Cette dernière se révèle être au cœur des luttes de pouvoir de l'Inde. Achille Talon et Lefuneste vont devoir faire preuve de courage et résilience pour s'en sortir.